# Heinrich Laakmann (Historiker)
Karl Heinrich Laakmann (* 30. Dezember 1892 in Rauza, Livland; † 16. Dezember 1955 in Marburg) war ein deutsch-baltischer Historiker.

## Leben und Wirken
Heinrich Laakmann wurde als Sohn des Druckereibesitzers Carl Heinrich Leopold Laakmann (1844–1908) in Rauza (Rause) in Livland geboren; sein Großvater Heinrich Laakmann (1802–1891) war etwa ein halbes Jahr vor seiner Geburt verstorben. Er wuchs in Pärnu (Pernau) in Estland auf und besuchte dort die Schule. Ab 1910 studierte er Geschichte an der Kaiserlichen Universität Dorpat und schloss das Studium nach dem Ersten Weltkrieg 1918 ab. Anschließend trat er in das Baltenregiment zum Kampf gegen die Rote Armee ein.
Danach war er Gymnasiallehrer in Pernau und Lehrer und Zeitungsredakteur in Dorpat. Er schrieb als Lehrbuch für deutsche Schulen in Estland die Geschichte Liv-, Est- und Kurlands, der jetzigen Republiken Eesti und Latwija, die als allgemeine Darstellung des deutschbaltischen Geschichtsbildes gilt. In den 1930er Jahren war er Privatgelehrter in Pernau. Auf Betreiben von Edmund Spohr wurde er Mitarbeiter des „Instituts für wissenschaftliche Heimatforschung“ in Dorpat. Er war von 1930 bis 1939 Präses der „Altertumsforschenden Gesellschaft zu Pernau“ und 1939 Beauftragter für die Herausgabe des Livländischen Urkundenbuches.
Nach Abschluss des Deutsch-sowjetischen Nichtangriffspakts verließ er Estland und ging zuerst nach Posen und später als Referent und Bibliothekar an der Publikationsstelle Berlin-Dahlem nach Berlin und Bautzen. Nach dem Zweiten Weltkrieg lebte er in Soltau und in Bad Hersfeld. 1951 war er Mitbegründer der Baltischen Historischen Kommission.
Heinrich Laakmann arbeitete vor allem zur Geschichte des Baltikums, Geschichte von Livland und zur früheren Hansestadt Pernau. Außerdem war er als Übersetzer tätig. Als Mediävist untersuchte er estnische und lettische Siedlungen, vordeutsche Fürstentümer an der Düna und die Anfänge der deutschen Herrschaft in Livland. Die von ihm bearbeitete Sammlung historischer Karten mit Erläuterungen Die Baltischen Lande wird seit ihrem Erscheinen 1954 vielfach benutzt. Seine Monografie Geschichte der Stadt Pernau in der Deutsch-Ordenszeit (bis 1558) erschien postum 1956.

## Schriften
- Geschichte Liv-, Est- und Kurlands, der jetzigen Republiken Eesti und Latwija. Kluge und Ströhm, Reval 1924.
- Zur Geschichte Heinrichs von Lettland und seiner Zeit. Institut für wissenschaftliche Heimatforschung, Dorpat 1933.
- mit Walter Anderson: Ein neues Dokument über den estnischen Metski-Kultus aus dem Jahre 1680. Mattiesen, Dorpat 1934.
- Das Bürgerbuch von Pernau. Band 1: 1615–1787. Band 2: 1787-1889. Krüger, Dorpat 1936 und 1939.
- Estland und Livland in frühgeschichtlicher Zeit. In: Carl Engel (Hrsg.): Ostbaltische Frühzeit. Hirzel, Leipzig 1969, DNB 579894398, S. 204–262.
- Bericht über die bolschewistische Kulturpolitik in Estland. Publikationsstelle, Berlin-Dahlem 1940.
- Die Landwirtschaft Estlands unter der Herrschaft des Bolschewismus. Publikationsstelle, Berlin-Dahlem 1941.
- Ingermanland und die ingermanländischen Finnen. Publikationsstelle, Berlin 1942.
- Sowjetische Außenpolitik 1917-45. Maschinenschrift, um 1950.
- (Bearb.): Staats- und Verwaltungsgrenzen in Ostmitteleuropa. Teil 1: Die baltischen Lande. Im Auftrag der Baltischen Historischen Kommission. 1954
- Geschichte der Stadt Pernau in der Deutsch-Ordenszeit (bis 1558). Johann Gottfried Herder-Institut, Marburg/Lahn 1956.

Übersetzungen:
- Francis Balodis: Lettische Vorgeschichte. Einige aktuelle Forschungsprobleme. Publikationsstelle, Bautzen 1944.
- Sven Ulric Palme: König Sigismunds Flotte in der Ostsee 1599. Publikationsstelle, Bautzen 1944.
- Oskar Loorits: Der heilige Georg in der russischen Volksüberlieferung Estlands. Osteuropa-Institut, Berlin 1955